# La Zone. Souvenirs d'un gardien de camp
La Zone. Souvenirs d'un gardien de camp (en russe : Зона. Записки надзирателя) est un récit de l'écrivain russe Sergueï Dovlatov, composé de quatorze épisodes qui racontent la vie de prisonniers et de leurs gardiens.
Les premiers récits ont été écrits de 1965 à 1968. Le livre a été publié pour la première fois en 1992 par Enn-Arbor (des éditions Hermitage).
En 2013 ce récit a été inclus dans la liste (par ordre alphabétique : no 41, deuxième colonne) des 100 livres pour les étudiants de la fédération de Russie à titre d'incitation à la lecture personnelle.

« La Zone était pour Sergueï Dovlatov le livre le plus important sinon celui qu'il préférait. Il l'a construit consciencieusement, après mûre réflexion, avec acharnement et méticuleusement. En reliant entre eux ses textes sur les camps, il a créé ce qu'il appelle un récit dans lequel il se raconte lui-même. Pour la première fois, il a tenté d'expliquer comment il est venu à la littérature. »

— Alexandre Genis (en)

## Contenu
Le récit est construit comme une alternance d'épisodes dans un camp avec les lettres de l'auteur à son éditeur lui annonçant l'envoi de la suite de l'histoire.

### Épisodes
- Un Estonien du nom de Gustav Pakhapil est appelé à servir de garde dans un camp en Russie. Il est peu bavard et ne parle qu'à son chien de garde et, de plus, seulement en estonien. Un jour, pendant une journée de travaux d'idéologie politique, le caporal Petrov dit Fidel raconte, pour plaisanter, que l'instructeur Pakhapil prend soin de la tombe d'un héros de guerre. L'idéologue de la compagnie apprécie cette initiative de Pakhapil et l'appelle à raconter ses réalisations à la tribune.
- L'ancien pilote Michtouk purge une peine dans un camp de rééducation par le travail CRT-5. Un jour un hélicoptère Mil Mi-6 fait son apparition au-dessus du camp. Les prisonniers sont occupés à piocher la terre et l'hélicoptère atterrit, piloté par Dima Marconi, un ami de longue date de Michtouk. Les deux amis se retrouvent et pendant quelques minutes échangent des nouvelles et font des plans pour l'avenir.
- Boris Alikhanov était gardien de la cellule disciplinaire dans un camp à régime spécial. Il ignore tout le monde autour de lui. Le soir du nouvel an, quand toute la compagnie a célébré la fête il s'assied dans le bureau et d'un mouvement de crayon il commence à écrire un récit à partir duquel celui de La Zone s'est plus tard développé.
- L'infirmière Raïssa est la seule jeune fille de la caserne. Elle prend soin de l'instructeur Pakhapil. Lorsqu'il vient la nuit pour la voir il voit que la caporal Petrov fait aussi l'objet des soins de Raïssa et c'est pour lui le choc.
- Boris Kouptsov a passé 32 ans dans les camps et refuse catégoriquement de travailler en invoquant le fait que la loi de la pègre le lui interdit. Le narrateur en conversant avec ce prisonnier pressent que ce truand est son double, son jumeau. Que c'est un homme comme lui qui marche contre le vent. Quand le gardien remet une hache à Kouptsov qui simule un moment une reprise du travail, il pose sa main sur une souche, lève la hache et se coupe les doigts.
- Près du feu, dans une plantation de bois, deux détenus Erokha et Zamaraev évoquent leurs souvenirs.
- La capitaine Egorov va se reposer à la station balnéaire d'Adler. Là il rencontre l'étudiante Katia Louguina. La jeune fille essaye de mener la conversation sur Heine et Schiller et explique au capitaine qu'il devrait s'échapper de l'enfer qu'est le camp où il est gardien. Le capitaine promet de se rafraichir la mémoire à propos des auteurs classiques. Katia finit par lui promettre qu'elle ira avec lui jusqu'à la taïga.
- Février. Katia réveille son mari, le capitaine Egorov et lui signale qu'il y a de la glace dans le lavabo et jusqu'aux vasistas. Embuant les vitres par son souffle Katia rêve à une autre vie où il y a des livres, de la musique de Bach. Mais là où elle est, on n'entend que les chiens aboyer et la scierie travailler du matin au soir.
- Katia a été hospitalisée et le capitaine Egorov ne parvient pas à connaître son état après une intervention chirurgicale.
- Un coup se prépare à la sixième baraque. L'informateur Onoutchine y est battu. Quand le gardien arrive à la baraque il voit déjà briller la lame qui va achever Onouchine. L'officier Bortachevitch survient et les sauve tous les deux.
- Pendant des travaux, le corps du double générateur de vapeur modèle AG-430 a dégringolé de la grue et écrasé le détenu Boutyrine. On charge son corps kalachnikov en bandoulière vu l'agitation provoquée. Le commissaire politique écrit à sa famille qu'il est décédé à son poste de travail.
- Le capitaine Tokar est à bout. Sa femme ne lui écrit plus de Moscou, son fils est une espèce de bon à rien. Son seul ami était l'épagneul noir Brochka.
- À la veille du jour anniversaire de la Révolution d'Octobre, le commissaire politique annonce que les détenus du camp d'Oust-Vym vont présenter et mettre en scène la pièce Les étoiles du Kremlin. Le rôle de Lénine est confié au récidiviste Gourine. Alikhanova a été nommé assistant réalisateur.

### Lettres à l'éditeur
Dans la première lettre à l'éditeur Igor Markovitch Efimov au début du récit, l'auteur écrit que La Zone est « une sorte de journal, des notes chaotiques, pas une œuvre achevée, un ensemble d'éléments non structurés » qui doivent être publiés avant d'autres récits. Chacune des lettres suivantes précède un épisode dans le camp mais qui est indépendant des autres. Dovlatov retrace les épisodes de sa propre biographie, réfléchit à la similitude existant entre le camp et la vie libre, parle du langage particulier des prisonniers, de leur jargon.

## Histoire de la création
L'idée de ce récit a commencé à se dessiner à l'automne 1962, pendant le service militaire de Sergueï Dovlatov dans le village de Tchiniavorik en République des Komis, où il était gardien de la caserne du camp militaire. Dans des lettres à son père, Dovlatov rapporte qu'il se sauve en écrivant des poèmes. C'est dans ces derniers que le thème de la similitude entre la vie dans le camp et la vie en liberté apparaît pour la première fois et va devenir le leitmotiv de La Zone.

« J'ai découvert une ressemblance frappante entre l'univers carcéral et la vie ordinaire. Entre les détenus et leurs surveillants[….] Même physiquement nous nous ressemblions. Crânes rasés à la tondeuse[…]. La plupart des détenus auraient pu s'acquitter du rôle de gardien. Et la plupart des gardiens auraient mérité la prison[…]. Le reste est secondaire. C'est le sujet central de toutes mes histoires. »

Les premiers épisodes sont ceux qui concernent l'ancien pilote Michtouk, l'infirmière Raïssa, et le capitaine Egorov. Le récit de la manière dont la pièce Étoiles du Kremlin a été mise en scène dans la zone apparaît en 1984 après la publication du livre La Zone. Dovlatov le considérait comme le meilleur de ses récits.
Comme il était impossible de faire sortir l'original du texte de son livre La Zone d'URSS par des moyens légaux, Dovlatov a photographié les feuillets sur des microplaques et les a distribuées à des Françaises de passage qu'il connaissait bien. Après avoir reçu les microplaques photographiques aux États-Unis, l'écrivain a mis un certain temps pour reconstituer tout le manuscrit. Certains fragments, a-t-il reconnu, ont été perdus et n'ont jamais été retrouvés.

« Soljenitsine décrit les camps de prisonniers politiques. Moi, ceux de droit commun. Soljenitsine était prisonnier. Je suis un gardien de camp. Pour Soljenitsine, le camp est un enfer. Je pense que l'enfer est en nous-même »

Dovlatov n'a pas réussi à trouver un éditeur en Amérique immédiatement. Les motifs de refus qu'il a entendus étaient que le sujet du camp en URSS était déjà épuisé du fait des ouvrages d'Alexandre Soljenitsine et de Varlam Chalamov.

## Histoire de la publication
Dans l'ouvrage Sergueï Dovlatov. Roman épistolaire avec Igor Efimov est publiée une lettre témoignant du fait que l'écrivain a toujours conservé sous contrôle la préparation de La Zone. En demandant à l'éditeur de mélanger et réorganiser les différentes parties du manuscrit, Dovlatov préparait en même temps des annotations, corrigeait les fautes de frappe et insistait pour que le texte lui soit renvoyé pour vérification.
L'écrivain s'occupait minutieusement du travail sur la couverture du livre, il pensait à des croquis, envoyait à l'éditeur différentes options de page de titre et de dos de livre, choisissait lui-même les photographies qui devaient se trouver dans l'ouvrage.
En septembre 1982, en envoyant à l'auteur un premier exemplaire de La Zone, Efimov écrit qu'il le fait avec appréhension: « Est-ce qu'avec votre goût raffiné vous accepterez la couleur de la couverture ? [...] Tout le reste semble correct: la disposition du texte, le format, la qualité de l'impression, le papier». Dans sa réponse à l'éditeur, Dovlatov écrit que le livre à l'air sympa !, et souligne une seule faute d'orthographe en page 60.

## Analyse des récits

### Création du thème
Selon le philologue Pavel Vysevkov, La Zone remonte à la tradition de la prose du camp russe. Elle a commencé avec Avvakoum s'est prolongée avec Fiodor Dostoïevski, Soljenitsine et Chalamov. Mais si dans leurs œuvres la katorga, le camp sont décrits par des victimes, Dovlatov au contraire prend comme acteur principal le surveillant de camp, le gardien.

« La Zone est un modèle du monde, de l'État, des relations humaines. Dans l'espace clos du camp, les paradoxes et les contradictions ordinaires pour l'homme et la vie en général sont concentrés et plus épais. Dans son monde artistique, le gardien de Dovlatov est la même victime des circonstances que les zeks. »

Sur la différence entre ces auteurs et Dovlatov, le critique littéraire Viatcheslav Kouritsine (ru), considère que Dovlatov avec ses écrits sur le camp présente une base théorique suivant laquelle il existe une ressemblance frappante entre la vie dans le camp et la vie en liberté.
La critique littéraire Tatiana Skriabina observe que « l'accent chez Dovlatov n'est pas mis sur la reconstitution de détails monstrueux de la vie à l'armée et dans la vie quotidienne des zeks, mais au contraire sur la révélation de la vie ordinaire avec ses proportions de bonnes et de mauvaises choses, avec ses douleurs et ses joies ».

### Écriture
Le rôle et la signification de l'écriture dans La Zone est apprécié différemment selon les critiques. Pour Viatcheslav Kourytsine elle ne fait que créer « une apparence de présentation cohérente ». Pavel Vyssevkov considère que l'écriture ne crée pas seulement le cadre de l'intrigue du récit, mais sert aussi à injecter un code autobiographique au récit.

### Parallèles littéraires
Parlant de l'épisode qui se termine quand Boris Kouptsov sans dire un mot se coupe volontairement les doigts à la hache Alexandre Genis (en), prétend que Dovlatov avait fait prononcer la phrase suivante à Kouptsov: « Regarde, ils rebondissent comme des saucisses ». Si l'auteur avait finalement inclus ce détail dans la version finale, il aurait composé un scenario romantique à la Mérimée, Hugo, Jack London». Dovlatov a rejeté cette fin trop spectaculaire pour conserver une scène silencieuse plus impressionnante par l'absence de tout mot.

« En un instant, tel Tolstoï dans le Maître et travailleur qu'il aimait passionnément, Dovlatov a réussi à attirer la sympathie des lecteurs pour le voleur. »

Pour le journaliste Alexandre Zaïtsev, il existe une lien clair entre Dovlatov et Hemingway. Zaïtsev note par exemple un appel sémantique entre l'épisode du roman L'Adieu aux armes, quand Frédérique Henry rencontre l'infirmière Catherine pendant une cure dans le sud, et le récit du capitaine Egorov qui rencontre sa future épouse Katia durant ses vacances. La conversation entre Egorov et l'officier Bortachevitch avant le départ vers la station balnéaire d'Adler s'apparente, selon Zaitsev, au dialogue entre Frédérique Henry et Rinaldi : « Dans les deux cas l'écrivain décrit une amitié entre collègues, entre rustauds qui s'échangent des blagues ».

## Au cinéma
En 1992, sur la base d'une des histoires de La Zone a été tourné le film Comédie de haute sécurité (ru). L'intrigue est inspirée de l'épisode de la prison Étoiles du Kemlin. Mais, comme le remarque le correspondant de Rossiskaïa Gazeta, les réalisateurs du film ont été plus loin que le récit: Le Lénine du film écrit directement ses Thèses d'avril (Les Tâches du prolétariat dans la présente révolution) et Félix Dzerjinski exige la dénonciation des Loups-garous en uniforme,.
Le nom de famille Dovlatov n'est pas cité dans le générique du film.